# Ширінгушська стоянка
Ширінгушська стоянка — археологічна пам'ятка новокам'яної, мідної й бронзової доби біля села Ширінгуші у Зубово-Полянського району на заході Мордовії.
Ширінгушську стоянку досліджували С. П. Вернер 1940 року, М. Ф. Жиганов 1957 року, Б. Є. Смирнов у 1960-х роках.
Виявлено кам'яні знаряддя, уламки глиняного посуду, предмети, характерні для балахнинської, волосівської, імеркської та інших культур.
У 1960-ті роки Ширінгушська стоянка майже повністю зруйнована розробками піщаного кар'єру.